# Álvarez (Santa Fe)
Álvarez es una comuna del Departamento Rosario, provincia de Santa Fe, Argentina. Según el censo de 2010, tiene una población de 6.175 habitantes.
Dista 17 km de la cabecera departamental, Rosario, y 183 km de la capital provincial, Santa Fe. Se llega por un acceso de 4 km que conecta con la Ruta Nacional A012.

## Historia
Ubicada al sur de la ciudad de Rosario, esta localidad nació por la iniciativa de Justina Rodríguez de Álvarez y de sus hijos Bernardino y Ángel. Cuando a fines del siglo XIX se realizó el tendido de las vías de la línea del Ferrocarril Central Argentino que uniría Rosario con Peyrano, parte del trazado atravesaba la estancia San Antonio, propiedad de la familia. Los Álvarez decidieron entonces fundar un pueblo cercano a la futura estación ferroviaria. 
Por un decreto del 7 de julio de 1890 se aprobaron los planos y en febrero del año siguiente se inauguró la parada de trenes. La comuna local fue creada el 24 de diciembre de 1901.

## Santo Patrono
- San Nicolás de Tolentino — Festividad: 10 de septiembre.

## Geografía

### Clima
Su clima es húmedo y templado durante la mayor parte del año. Se lo clasifica como clima templado pampeano, es decir que las cuatro estaciones están medianamente definidas.
Hay una temporada calurosa desde octubre a abril (de 18 °C a 36 °C) y una fría entre principios de junio  y la primera mitad de agosto (con mínimas en promedio de 5 °C y máximas promedio de 16 °C), oscilando las temperaturas promedio anuales entre los 10 °C y los 23 °C. Llueve más en verano que en invierno, con un volumen de precipitaciones total de entre 800 y 1300 mm al año (según el hemiciclo climático húmedo de 1870 
0, y seco de 1920 a 1973). La humedad relativa promedio anual es del 76 por ciento.
Casi no existen (o son de muy baja frecuencia) fenómenos climáticos extremos en Álvarez como, por ejemplo, vientos extremos, nieve, o hidrometeoros severos. La nieve es un fenómeno excepcional: la última nevada fue en 2007, la penúltima en 1973 y la antepenúltima en 1918. 
Un riesgo factible son los tornados y tormentas severas, con un pico de frecuencia entre octubre y abril. Estos fenómenos se generan por los encuentros de masas húmedas y cálidas de aire del norte del país con otras frías y secas del sector sur argentino.

### Sismicidad
La región responde a las subfallas del río Paraná y del Río de la Plata, y a la falla de Punta del Este, con sismicidad baja. Su última expresión se produjo hace 137 años (ver Terremoto del Río de la Plata en 1888) con una magnitud aproximada de 5,0 grados en la escala de Richter.

## Personajes famosos
- Leonardo Talamonti, exfutbolista; exjugador de Rosario Central, Lazio ( Italia), River Plate y Atalanta (Italia) Sportivo Belgrano, Atlanta, Platense.
- Leonardo Borzani, futbolista; exjugador de Rosario Central, actualmente en Sportivo Belgrano.
- Juan Pablo Raponi, futbolista; exjugador de River Plate.
- Néstor Eude Marconi, bandoneonista, arreglador y compositor.
- Nicolás Martín Córdoba, integrante de la selección nacional de gimnasia artística.
- Orlando Barro, Campeón mundial de hapkido, presidente de la Federación Argentina de Hapkido.
- Dalcio Giovagnoli, exfutbolista; actual director técnico de O'Higgins de Rancagua.
- Luciano Giusti, actual preparador físico de fútbol del Club Nacional Potosí de Bolivia.
- Bernardo Cuesta, actual delantero y jugador histórico de F.B.C. Melgar. Campeón de la Primera División del Perú 2015 y goleador de la Copa Sudamericana 2022.
- Raúl Lavié, cantor de tango y actor.4to

## Creación de la Comuna
- 7 de julio de 1901

## Entidades deportivas
- Club Atlético Unión y Sociedad Italiana (fundado el 1 de mayo de 1921).
- Sportivo Fútbol Club (fundado el 30 de agosto de 1922).
- Club Atlético Los Pinos (fundado el 5 de abril de 2012)

## El pueblo en la actualidad
La vida social se desarrolla hoy en torno a la Plaza 25 de Mayo. Para la recreación dispone de tres cámpines y clubes deportivos. La educación se brinda en siete establecimientos de distintos niveles. Además, cuenta con las bibliotecas populares 25 de Mayo y Carlos Guido Spano. Un hospital brinda atención médica y la población recibe agua corriente a través de una cooperativa.

## LibroPueblo Álvarez: Orígenes y Fundación
El 7 de julio de 2012 con motivo de los festejos del 122.º aniversario de la fundación de la localidad se presentó el libro Pueblo Álvarez: Orígenes y Fundación, que cuenta la historia del pueblo hasta 1930 aunque su contenido se remonta a los albores del siglo XVII. Allí también se narran los primeros pasos de las instituciones locales y de la instalación de Don Domingo Rodríguez, padre de la fundadora, cuando funda la Estancia San Antonio en 1806.